# Phanocerus hubbardi
Phanocerus hubbardi är en skalbaggsart som beskrevs av Schaeffer. Phanocerus hubbardi ingår i släktet Phanocerus och familjen bäckbaggar. Inga underarter finns listade i Catalogue of Life.